# Sotisaari (ö i Södra Karelen)
Sotisaari är en ö i Finland. Den ligger i sjön Saimen och i kommunen Villmanstrand i den ekonomiska regionen  Villmanstrands ekonomiska region  och landskapet Södra Karelen, i den södra delen av landet, 210 km nordost om huvudstaden Helsingfors. Öns area är 7,6 hektar och dess största längd är 450 meter i nord-sydlig riktning.